# Onciale 052
L'Onciale 052 (numerazione Gregory-Aland), è un codice manoscritto onciale del Nuovo Testamento, in lingua greca, datato paleograficamente al X secolo.

## Testo
Il codice è composto da 4 spessi fogli di pergamena di 295 per 230 mm, contenenti un testo dell'Apocalisse (7,16-8,12) con un commento di Andreas. Scritto in due colonne per pagina e 27 linee per colonna.
Presenta numerose lacune. Contiene λογοι, κεφαλαια, e τιτλοι.

### Critica testuale
Il testo del codice è rappresentativo del tipo testuale bizantino. Kurt Aland lo ha collocato nella Categoria V.

## Storia
Il codice è conservato nel Monastero di San Panteleimon (99,2) del Monte Athos.